# Арнольд, Ирина Владимировна
Ири́на Влади́мировна Арно́льд (7 августа 1908, Санкт-Петербург — 22 мая 2010, Санкт-Петербург) — советский и российский лингвист, специалист в области лексикологии, стилистики, риторики, основоположник научной школы стилистики декодирования; доктор филологических наук, почётный профессор РГПУ им. А. И. Герцена.

## Образование
В 1928 году закончила Ленинградский государственный педагогический институт имени А. И. Герцена.
В 1948 году защитила кандидатскую диссертацию по теме «Элементы профессиональной лексики в современном английском языке» (на материале авиационной терминологии).
В 1967 году защитила докторскую диссертацию на тему «Семантическая структура слова в современном английском языке и методика её исследования» (на материале имени существительного).

## Научная деятельность
Автор более 160 научных и научно-методических работ, монографий, книг, учебников по лексикологии, стилистике, семантике английского языка, проблемам интертекстуальности, науковедения.
Под научным руководством И. В. Арнольд защитили диссертации более 70 аспирантов и докторантов.

## Преподавательская и административная деятельность в высшей школе
После окончания университета работала преподавателем английского языка и переводчиком в НИИ Комбината Гражданского Воздушного флота (с 1941 года — Ленинградская Военно-воздушная Академия Красной Армии), в 1941—1946 годах — начальник кафедры иностранных языков Академии.
С 1947 года — заместитель директора 2-го Ленинградского института иностранных языков, с 1952 года — заведующая кафедрой лексики.
После слияния Ленинградского института иностранных языков с ЛГПИ им. А. И. Герцена с 1966 по 1975 год — заведующая кафедрой английской филологии.
В 1975—2010 годах — профессор кафедры.

## Наиболее значимые работы
- Арнольд И. В. Идентичность петербуржцев // Учёные записки ЛГУ им. А. С. Пушкина. Том IX Вопросы германской и романской филологии. Выпуск 2. — СПб, 2003
- Арнольд И. В. Проблемы диалогизма, интертекстуальности и герменевтики: (В интерпретации художеств. текста) / РГПУ им. А. И. Герцена. — СПб. Образование, 1997
- Арнольд И. В. Семантическая структура слова в современном английском языке и методика её исследования: на материале имени существительного. Монография. — Л., Просвещение, 1966.
- Арнольд И. В. Лексикология современного английского языка: Учеб. для ин-тов и фак. иностр. яз. (англ.). — 3-е изд., перераб. и доп. — М.: Высшая школа, 1986. — 295 p. — 17 000 экз.
- Арнольд И. В. Лексикология современного английского языка: учебное пособие. — 2-е изд., перераб. — М.: ФЛИНТА: Наука, 2012. — 376 с. — 1000 экз. — ISBN 978-5-9765-1041-8. — ISBN 978-5-02-037352-5.
- Арнольд И. В. Стилистика. Современный английский язык: Учебник для вузов / Научный редактор П. Е. Бухаркин. — 4-е изд., испр. и доп. — М.: ФЛИНТА: Наука, 2002. — 384 с. — 5000 экз. — ISBN 5-89349-363-X. — ISBN 5-02-022688-2.
- Арнольд И. В. Стилистика. Современный английский язык. Учебник для вузов (7-е издание). — М., Флинта-Наука. 2007.
- Арнольд И. В. Семантика, стилистика, интертекстуальность. СПб, СПбГУ, 1999
- Арнольд И. В. Эпиграф и эпитафия // STUDIA LINGUISTICA XVII. Язык и текст в проблемном поле гуманитарных наук: Сборник. — СПб.: Борей Арт, 2008.
- Арнольд И. В. Основы научных исследований в лингвистике: Учеб. пособие. — М.: Высш. шк., 1991. — 140 с. — ISBN 5-06-001499-1.

## Награды
Заслуженный деятель науки Российской Федерации (2001),
Медаль «За победу над Германией в Великой Отечественной войне 1941—1945 гг.»,
Юбилейные медали в честь победы в Великой Отечественной войне,
Почётный профессор РГПУ им. А. И. Герцена.

## Память
В память о профессоре И. В. Арнольд проводится ежегодная школа-семинар «Язык. Текст. Коммуникация: проблемы и решения», носящая её имя.